# Западный участок отрядов завесы
Западный участок отрядов завесы (ЗУОЗ), был создан 29 марта 1918 года после подписания Брестского мира на основании директивы Высшего военного совета для прикрытия внутренних областей Советской России от возможного вторжения германских войск.
Директивой главнокомандующего РККА от 11 сентября 1918 года Западный участок отрядов завесы был преобразован в Западный район обороны.

## Состав ЗУОЗ
Изначально в состав ЗУОЗ вошли Невельско-Великолукский, Витебский, Оршанский (объединялись в Смоленский район), Рославльский, Брянский, Невельский и Курский отряды Красной Армии, общей численностью порядка 20 тысяч человек. Штаб ЗУОЗ находился в Калуге. Летом 1918 года эти отряды были переформированы в 1-ю Витебскую, 1-ю Смоленскую, 1-ю Могилёвскую, 1-ю и 2-ю Орловские и 1-ю Курскую пехотные дивизии.
После расформирования 26 июля 1918 года Московского района обороны в состав Западного участка отрядов завесы были переданы Калужская, 2-я Московская и 1-я Тульская пехотные дивизии.

## Военные руководители
- В. Н. Егорьев (29 марта — 11 сентября)
- И. М. Арефьев (военный комиссар)
- А. М. Пыжев (военный комиссар)